# Melitaea eberti
Melitaea eberti är en fjärilsart som beskrevs av Ahmet Ömer Koçak 1980. Melitaea eberti ingår i släktet Melitaea och familjen praktfjärilar. Inga underarter finns listade i Catalogue of Life.